# 아라와크족
아라와크족(Arawak)은 남아메리카와 카리브의 원주민 집단 중 하나이다. 특히, "아라왁"이라는 용어는 남아메리카의 로코노족(Lokono)과 카리브의 대앤틸리스 제도와 소앤틸리스 제도 북부에 살았던 타이노족을 통틀어 지칭하는데 쓰였다. 위에 언급된 모든 민족집단은 아라와크어족 계통의 언어를 사용하였다는 공통점이 있다.

## 어원

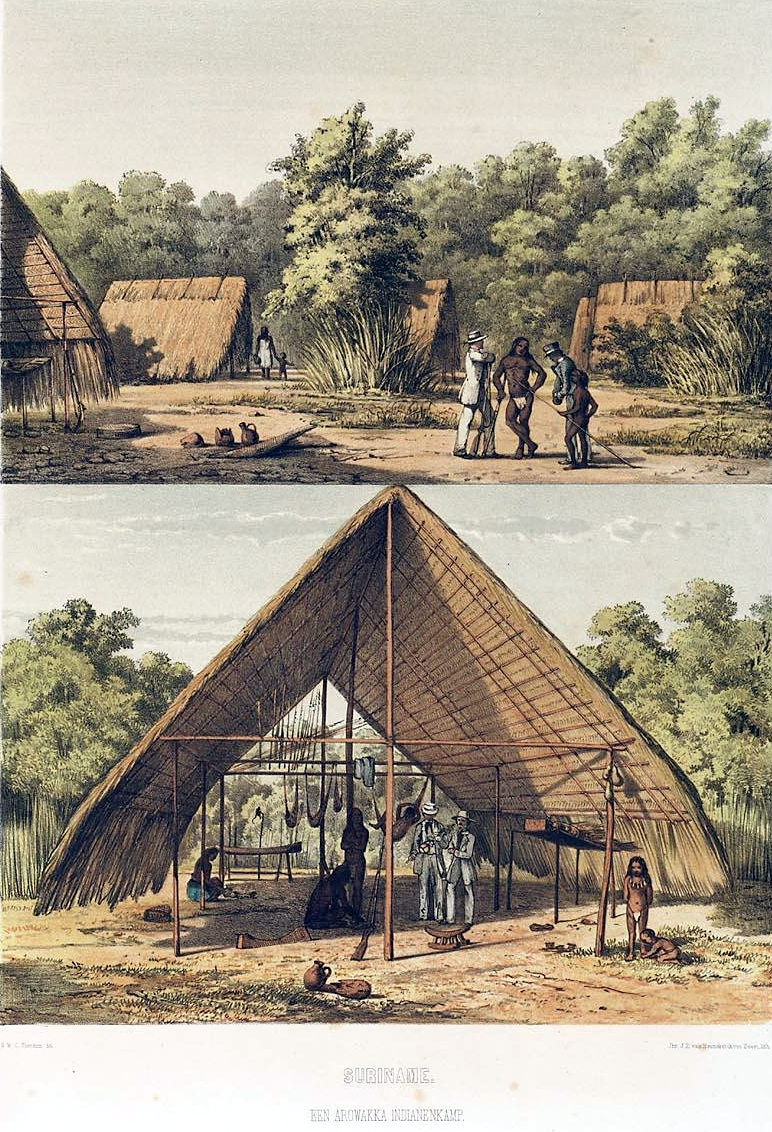
1860년 아라와크족 주거지의 모습.

'아라왁'이라는 용어는 아라왁, 아라후아코, 로코노 등으로 불리는 모든 남아메리카 민족집단을 유럽인들이 통틀어 가리키는 데 쓰였다. 이들이 공통적으로 쓰는 아라와크어족 계열의 언어가 그 판단기준이다. 카리브 지역에서 아라와크 언어를 사용하는 사람들은 타이노족(Taino)이라 불리었는데, 이는 "사촌"이라는 의미이다. 당시 스페인 사람들은 카리브족으로부터 이들을 구별하기 위해 아라왁이라는 단어를 쓰기 시작했다. 1871년 민족학자 다니엘 개리슨 브린턴은 이들 중 카리브 해에 거주하는 집단을 "도서 아라와크족"으로 불렀는데, 이는 본토에 거주하는 아라와크족(로코노족)과의 문화적 및 언어적 유사성 때문이였다. 이후 학자들은 섬과 본토에 사는 집단 모두를 "아라와크족"이라 일축하여 지칭했다. 20세기에 들어 얼빙 라우스 등의 학자는 카리브에 사는 집단들을 "타이노족"이라 분리하여 불렀는데, 이는 그들만의 문화 및 언어를 따로 특정지으려던 노력이었다.

## 같이 보기
- 카리브어족
- 가리푸나어